# Râul Humor, Moldova
Râul Humor are o lungime de aproximativ 20-22 km . Izvorăște din zona administrativă a comunei Mănăstirea Humorului. Se varsă în râul Moldova lângă parcul dendrologic „Ariniș”. 
În urma inundațiilor din 2006, s-au impus următoarele lucrări:
- -Amenajarea pârâu Humor și râu Moldova la Gura Humorului: 500 m dig distrus (aparține SGA Suceava);
- - Regularizare pârâu Humor la Mănăstirea Humorului: 2.850 m dig – (SGA Suceava)

Pentru evitarea producerii de noi inundații, se fac investiții importante în regularizarea râului Humor, până în localitatea Poiana Micului, prin construirea de noi diguri.
Numele Humor vine din maghiarul „hamar” (repede), în maghiara veche pronunțat ca homor.